# Carlo Russo
Carlo Russo (Savona, 19 marzo 1920 – Savona, 26 novembre 2007) è stato un politico italiano.

## Biografia
Avvocato ed esponente di spicco della Democrazia Cristiana, è stato deputato proprio per la DC dal 1948 fino al 1979.
Ha ricoperto l'incarico di Ministro per i rapporti con il Parlamento e di Ministro delle poste e delle telecomunicazioni; è stato  Sottosegretario di Stato alla Presidenza del Consiglio dei ministri e al Ministero dell'interno.
Abbandonato il Parlamento, fu dal 1981 al 1998 giudice della Corte europea dei diritti dell'uomo; mantenendo poi, alla fine del suo mandato, il titolo di giudice emerito.
È morto all'età di 87 anni nella sua casa di Savona. Pochi mesi dopo il decesso gli è stato intitolato il lungomare di Celle Ligure, paese d'origine della sua famiglia, e luogo in cui l'ex ministro amava trascorrere abitualmente le vacanze e i momenti di riposo.
Era fratello di Giovanni Russo (1932-2016), avvocato e parlamentare e zio di Marco Russo, sindaco di Savona.

## Uffici di Governo
- Sottosegretario alla Presidenza del Consiglio dei ministri nei governi Fanfani I, Segni I e II
- Sottosegretario al Ministero dell'Interno nel Governo Scelba
- Sottosegretario al Ministero della Difesa nel Governo Fanfani II
- Sottosegretario al Ministero degli Esteri nei governi Tambroni, Fanfani III e IV
- Ministro delle poste e delle telecomunicazioni nei governi Fanfani IV, Leone I, Moro I e II
- Ministro al Commercio con l'Estero nel Governo Leone II
- Ministro per i rapporti con il Parlamento nei governi Rumor I e II, Andreotti I e Colombo
- Ministro senza portafoglio con delega a Capo della Delegazione Italiana all'ONU nel Governo Rumor III e Andreotti I